# البرت (اکلاهما)
البرت، اوکلاهاما (به انگلیسی: Albert, Oklahoma) یک Unincorporated community در ایالات متحده آمریکا است که در اکلاهما واقع شده‌است.

## خصوصیات
البرت یک محدوده خالی از سکنه می‌باشد.